# Šakvice
Šakvice (německy Schakwitz) jsou obec v okrese Břeclav v Jihomoravském kraji. Leží pět kilometrů jižně od Hustopečí na mírné výšině nedaleko Novomlýnské nádrže. Žije zde přibližně 1 600 obyvatel. Jedná se o vinařskou obec ve vinařské oblasti Morava, podoblasti Velkopavlovické (viniční tratě Rozlinky, Písečný). Sousedními obcemi sídla jsou Hustopeče, Přítluky, Starovičky, Strachotín, Zaječí a Pavlov.

## Název
Na vesnici bylo přeneseno původní pojmenování jejích obyvatel. To na počátku znělo Číčovici, bylo odvozeno od osobního jména Číč (ve starší podobě Čáč, byla to domácká podoba některého jména začínajícího na Čá-, např. Čáhost, Čáměř, Čáslav) a znamenalo "Číčovi lidé". V roce 1447 je vesnice zmíněna jako Číčovice neboli Šakvice, poté už jen pod jménem Šakvice. Toto druhé jméno bylo patrně po opětovném osídlení zpustlé vsi přeneseno od Čejkovic u Znojma, jejichž německé jméno znělo Schaikwitz (vlastníkem obou vsí tehdy byli templáři). Podoba jména v písemných pramenech: Cziczowicz (1385), Cziczowicz alias Ssakwicz (1447), Schakwicz (1518), Ssakwicze (1595), Schakwitz (1673, 1718), Schakwitz a Ssakwice (1846), Schakwitz a Šakvice (1872), Čičovice a Šakvice (1881), Šakvice (1924).

## Historie
První písemná zmínka o obci pochází z roku 1371 pod názvem Číčovice, kdy se připomíná jako znovu osazená pustá ves.
V roce 1809 obcí prošla francouzská armáda.
Roku 1839 byla nedaleko obce zprovozněna první parní dráha v Rakousku (Vídeň – Břeclav – Brno), na níž vznikla stanice Hustopeče u Brna, později přejmenovaná podle bližších Šakvic.
V srpnu 1866 v obci po bitvě u Hradce Králové pobývala pruská armáda, která se výrazně zasloužila o rozšíření epidemie pruské cholery v Šakvicích i okolí.
V noci na 24. prosince 1953 došlo na železničním nádraží Šakvice na trati Brno – Břeclav k druhému největšímu železničnímu neštěstí v českých zemích: při střetu rychlíku s osobním vlakem zahynulo 103 lidí a 83 bylo zraněno. Dne 13. prosince 2011 byla na budově žst. Šakvice odhalena pamětní deska obětem neštěstí.
V roce 2013 se Šakvice staly Vesnicí roku Jihomoravského kraje. Oceněny byly zlatou stuhou mezi 15 přihlášenými vesnicemi z kraje, soutěž organizuje Ministerstvo pro místní rozvoj.

## Obyvatelstvo
Dle sčítání lidu v roce 2011 žilo v obci 1 380 obyvatel. Z těch se 598 (43,3 %) hlásilo k české národnosti, 410 (29,7 %) k moravské, 11 ke slovenské a 1 k polské. 304 obyvatel (22 %) svou národnost neuvedlo. V obci je 487 domů, z toho 474 rodinných.
V roce 2011 se 493 (35,7 %) obyvatel Šakvic označilo za věřící. 350 (25,4 %) obyvatel se hlásilo k Římskokatolické církvi a 2 k Českobratrské církve evangelické. 259 (18,8 %) obyvatel se označilo jako bez náboženské víry a 628 (45,5 %) na otázku víry neodpovědělo. Římskokatolická farnost Šakvice s farním kostelem svaté Barbory (Šakvice) patří do hustopečského děkanství v rámci brněnské diecéze.
Podle sčítání 1930 zde žilo v 314 domech 1512 obyvatel. 1494 obyvatel se hlásilo k československé národnosti a 14 k německé. Žilo zde 1501 římských katolíků, 4 evangelíci a 1 příslušník Církve československé husitské.

### Struktura
Vývoj počtu obyvatel za celou obec i za jeho jednotlivé části uvádí tabulka níže, ve které se zobrazuje i příslušnost jednotlivých částí k obci či následné odtržení.
| Místní části   | Místní části | 1869 | 1880  | 1890  | 1900  | 1910  | 1921  | 1930  | 1950  | 1961  | 1970  | 1980  | 1991  | 2001  | 2011  | 2021  |
| -------------- | ------------ | ---- | ----- | ----- | ----- | ----- | ----- | ----- | ----- | ----- | ----- | ----- | ----- | ----- | ----- | ----- |
| Počet obyvatel | část Šakvice | 944  | 1 137 | 1 188 | 1 154 | 1 159 | 1 325 | 1 512 | 1 360 | 1 471 | 1 605 | 1 573 | 1 441 | 1 386 | 1 359 | 1 483 |
| Počet domů     | část Šakvice | 168  | 189   | 208   | 223   | 233   | 253   | 314   | 332   | 348   | 380   | 409   | 473   | 479   | 487   | 537   |

## Obecní správa a politika
V letech 2002–2010 působila jako starostka Milena Brzobohatá, od roku 2010 tuto funkci vykonává Drahomíra Dirgasová. Ta byla ve funkci potvrzena na ustavujícím zasedání zastupitelstva v listopadu 2014.
Zastupitelstvo obce má 9 členů. Voleb do zastupitelstva v říjnu 2014 se účastnilo 54 % voličů. Zvítězila KDU-ČSL, která získala 54,17 % hlasů a 6 mandátů v zastupitelstvu, dále Nezávislí pro rozvoj obce 24,4 % (2 mandáty), KSČM 17,7 % (1 mandát) a samostatný kandidát Ing. Gerhard Walter ŠAKVICE 3,73 % (bez mandátu). Starostkou obce byla zvolena Drahomíra Dirgasová (KDU-ČSL). Od roku 2002 je obec členem Mikroregionu Hustopečsko.

### Obecní symboly
Znak a vlajka byly obci uděleny rozhodnutím předsedy Poslanecké sněmovny Parlamentu České republiky dne 17. října 1997. Obecní znak tvoří stříbrný štít, který je heroldským křížem rozdělen na čtyři pole. V jednotlivých polích jsou umístěny kočka, čejka, černý lev a papežský kříž.

## Doprava
Severně od obce prochází železniční trať Břeclav–Brno. Ve stanici Šakvice z ní vychází ještě 7 km dlouhá odbočná regionální trať do Hustopečí, která byla dána do provozu v roce 1894. Ve stanici zastavují vedle osobních vlaků i rychlíky a spěšné vlaky na trase Brno – Břeclav – Hodonín (– Olomouc).
Obcí prochází silnice III/4203 ze sousedních Staroviček, která se u nádraží napojuje na silnici II/420 z Hustopečí do Dolních Věstonic. Červeně značená turistická trasa vede od železniční stanice centrem obce na východní břeh Novomlýnské nádrže a dále podél Dyje do Lednice a Lednicko-valtického areálu.
Šakvice jsou od roku 2008 zahrnuty do Integrovaného dopravního systému Jihomoravského kraje, leží v tarifní zóně 545 (Hustopeče a okolí). Nádraží je obslouženo vlakovými linkami S3, S51 a R13 a autobusovou linkou 540. Do samotné obce zajíždí linky 531 a 543.

## Pamětihodnosti
- Kostel svaté Barbory, s gotickým jádrem s malbami a prvky sahajícími až do 12. století. Velkou přestavbou prošel po požáru v roce 1801.
- Socha svatého Isidora, patrona rolníků z roku 1748 obci darovala Marie Antonie z Lichtensteinů
- Sousoší svatého Jana Nepomuckého s prosebnicí, v roce 1724 ji obci darovala Marie Antonie z Lichtensteinů
- Sousoší Nejsvětější Trojice z roku 1913
- Pomníky obětem 1. světové války a Rudé armádě

## Osobnosti
- František Nosek (1840–1924), starosta, zemský poslanec, autor obecní kroniky
- Rudolf Štrubl (1912–1982), český kapelník, klarinetista a hudební skladatel, zakladatel Štrublovy kapely.
- Josef Šural (1927–2002), kapelník, věnoval se výuce mladých muzikantů
- Josef Šural (1990–2019), fotbalista, reprezentant

## Galerie

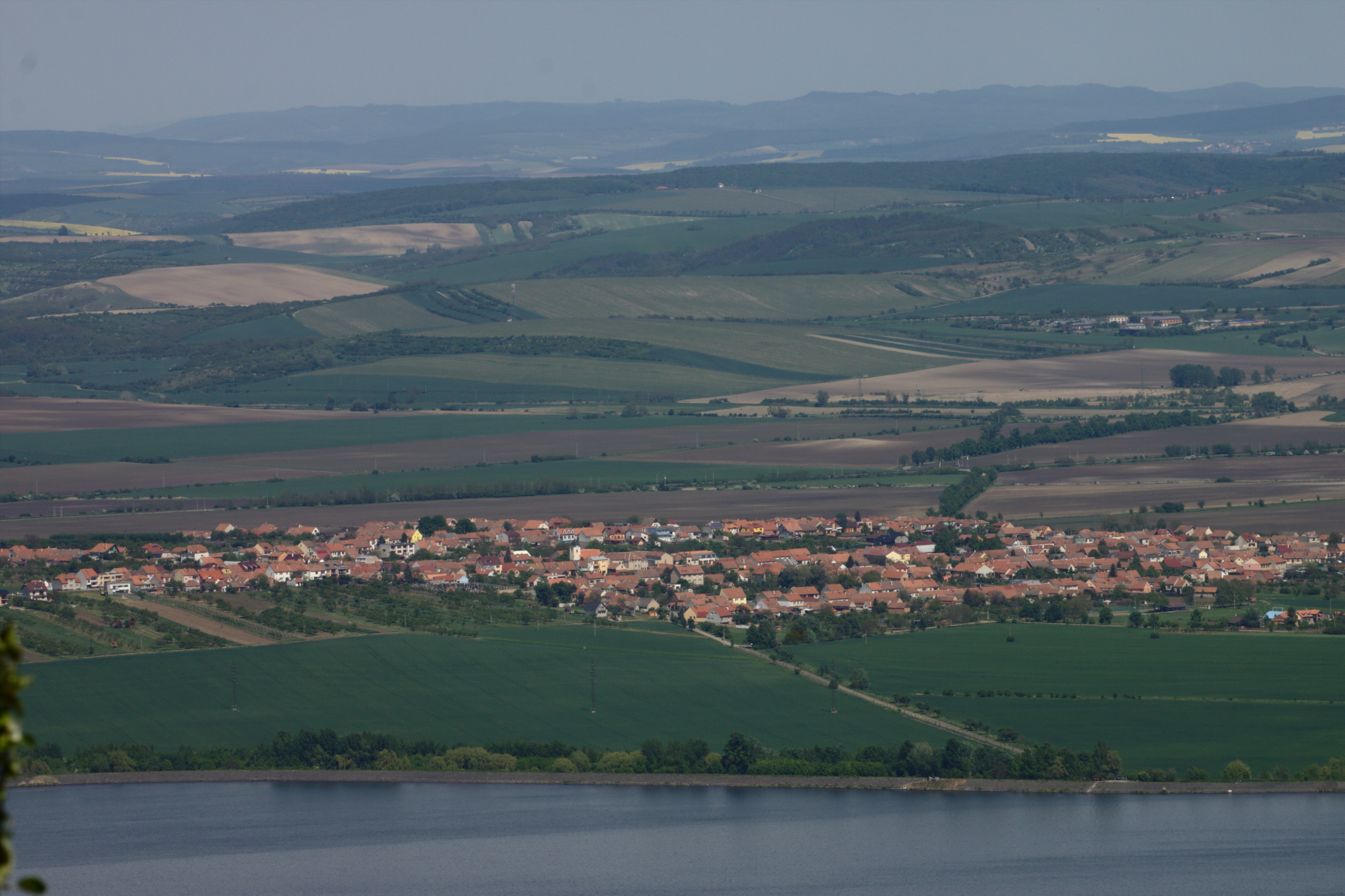
Pohled od Děvína
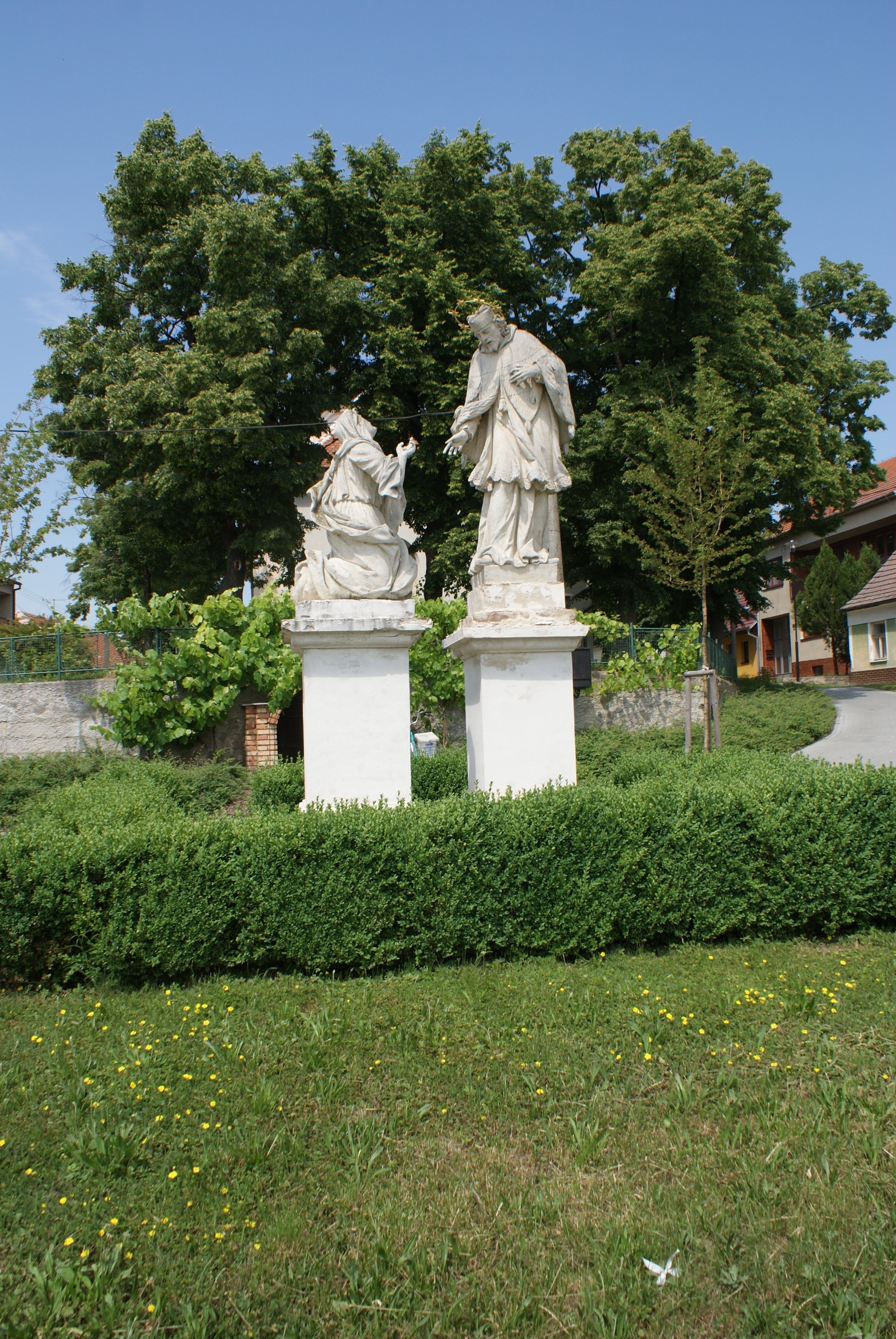
Sousoší sv. Jana Nepomuckého s prosebnicí u kostela
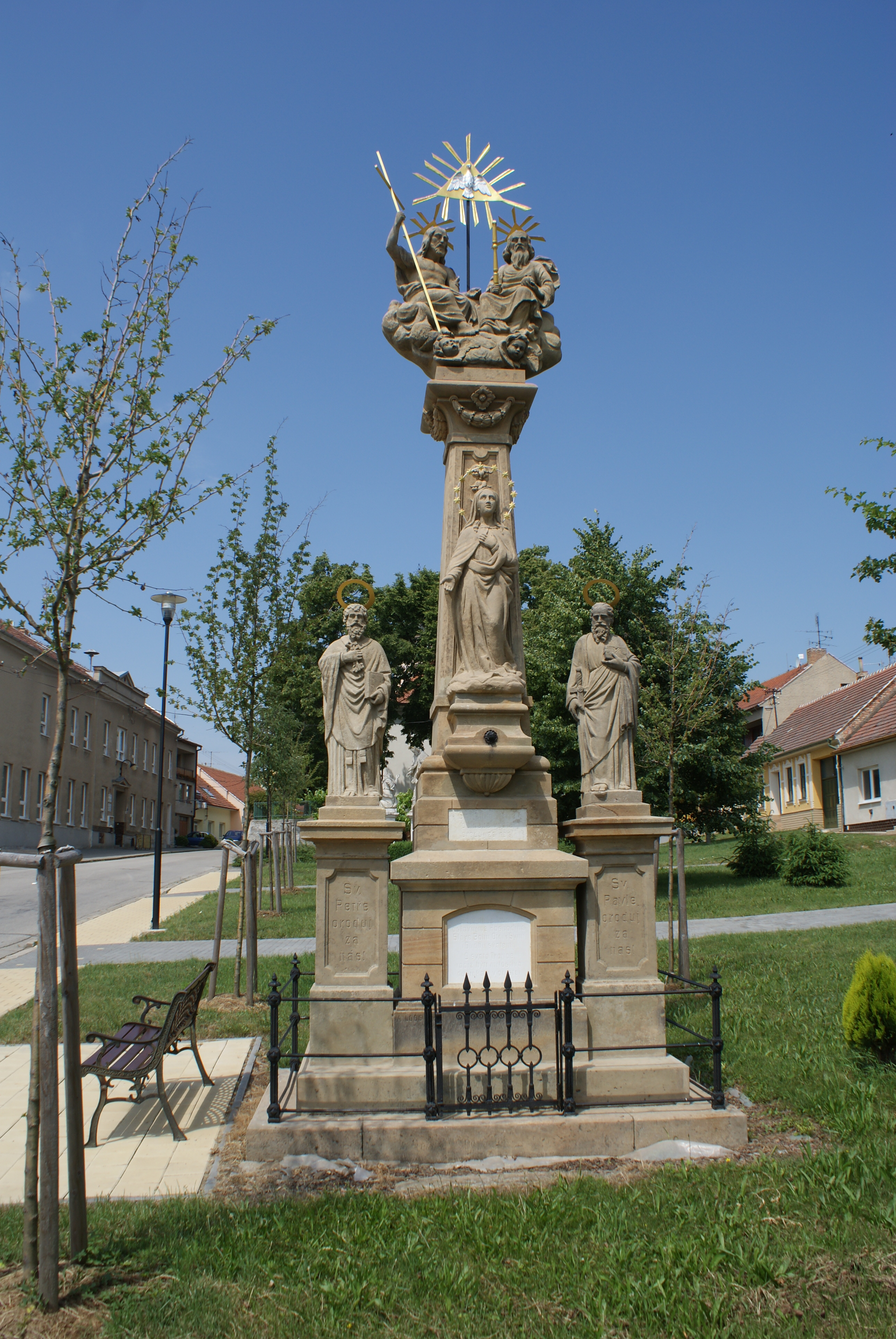
Sousoší Nejsvětější Trojice
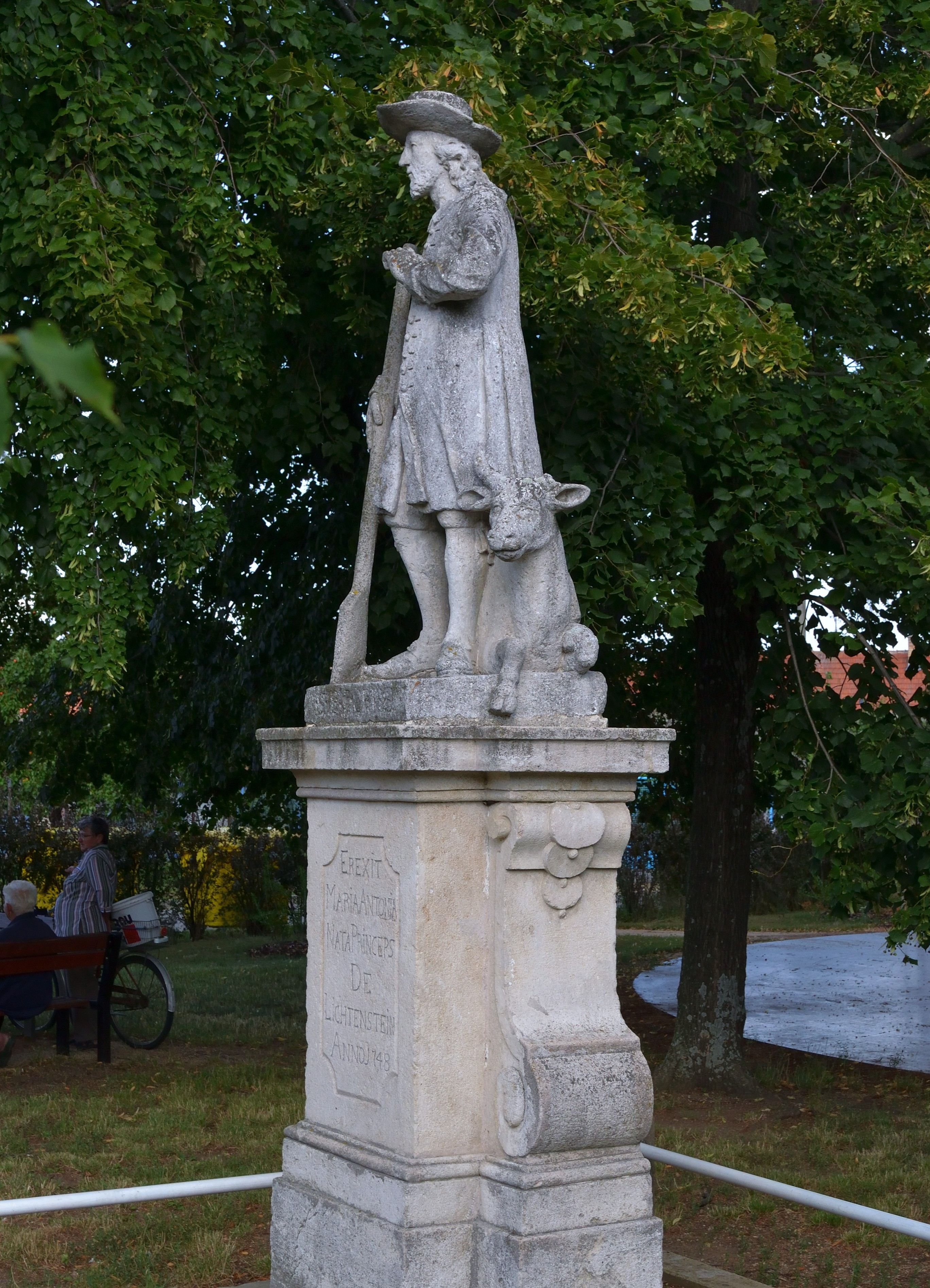
socha sv. Isidora
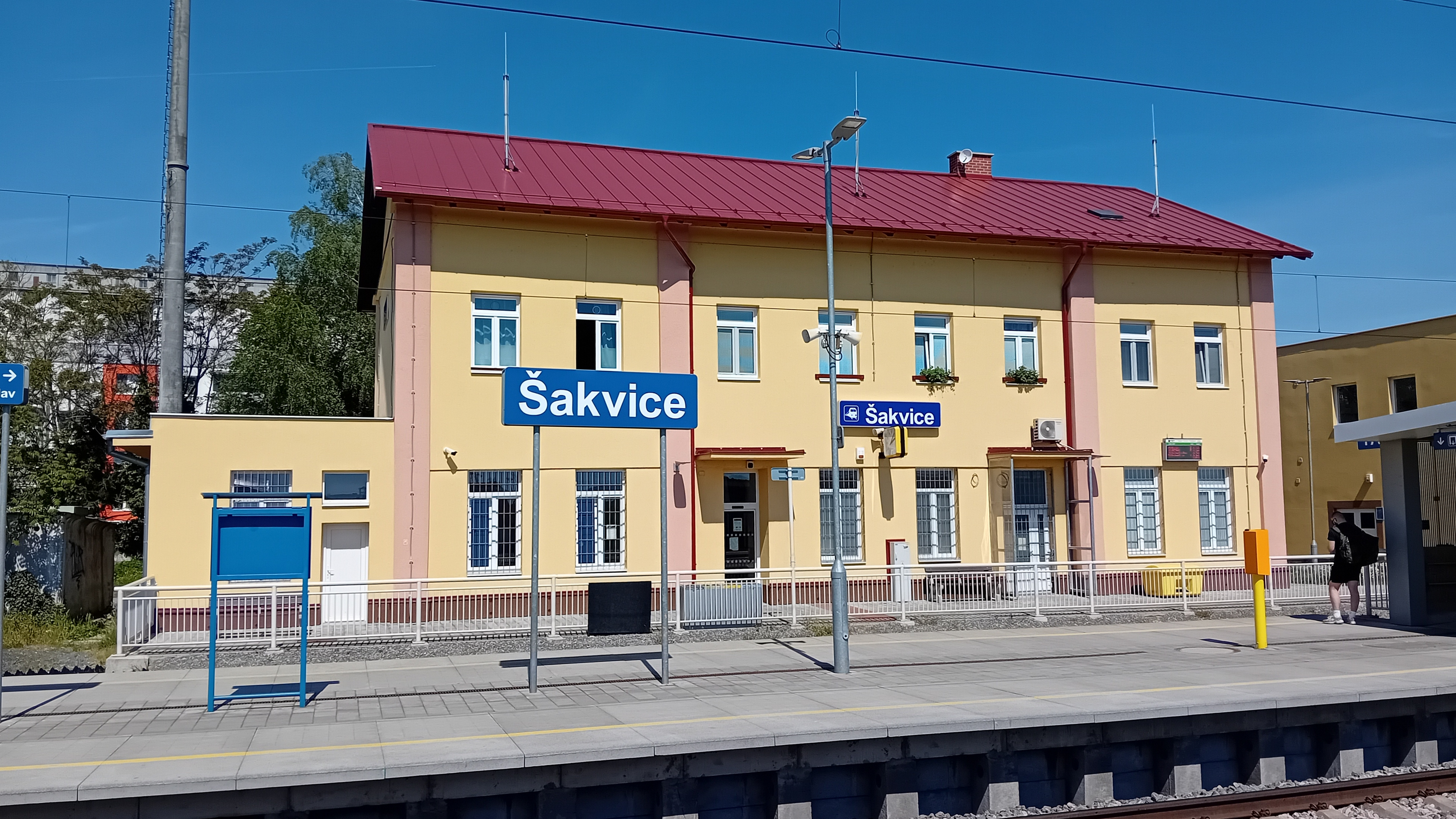
Nádraží
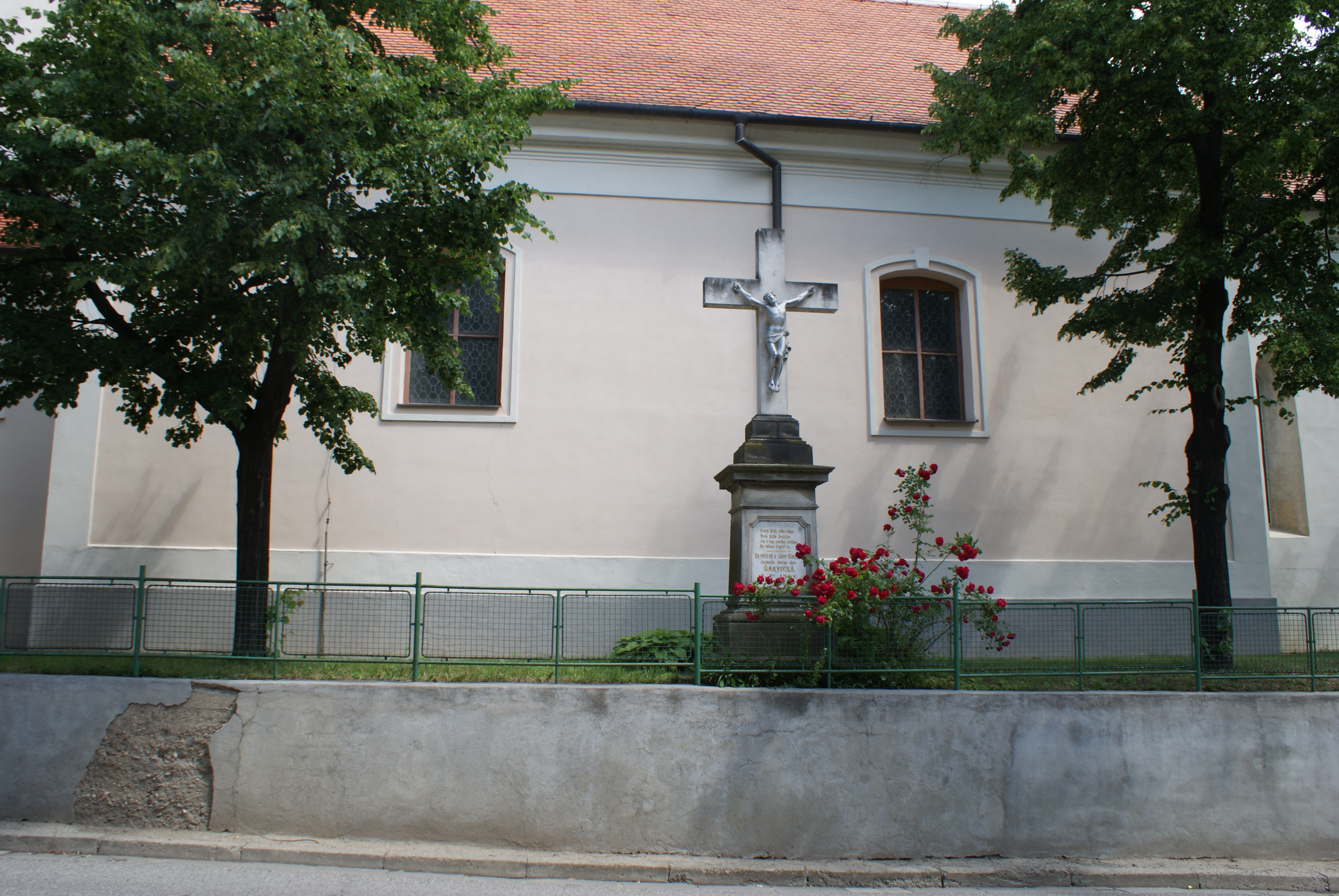
Křížek u kostela